# Parsabad
Parsabad (perski: پارس آباد) – miasto w Iranie, w ostanie Ardabil. W 2006 roku miasto liczyło 81 782 mieszkańców w 17 638 rodzinach.